# Diguinho Coruja
Rodrigo Valentim Muniz, más conocido por su nombre artístico Diguinho Coruja (Osasco, 21 de junio de 1980), es el locutor de la radio TOP FM en su programa "Di Madruga", es además locutor en el programa The Noite com Danilo Gentili en el SBT.

## Biografía

### Carrera artística: 1999-presente
Diguinho fue por cuatro años contratado del Grupo Bandeirantes de Comunicação, tras su paso por 89 FM, Nativa FM e Mix FM, fue a Band FM, cadena radial en la cual condujo Band Coruja, programa que llegó a ser líder de audiencia y ganó el Premio APCA 2013, en la categoría Humor. Danilo Gentili pidió al SBT la contratación de Diguinho, y el locutor aceptó la invitación. Tras ello, fue despedido de Band FM. Diguinho trabajó en su programa radial en Tropical FM, donde conducía el Show do Diguinho, que mantuvo el liderazgo de audiencia en el Gran São Paulo. En mayo de 2015, Diguinho anunció su salida de las madrugadas, por problemas de salud, cerrando una era de 15 años en ese horario, transfiriéndose a las mañanas, de 10 a 13 Hs. con un programa de Similar Nombre.
En febrero de este año, Danilo Gentili anunció la Recisión del Contrato con el Programa, de una forma Seria y Jocosa. se mantuvo en secreto hasta que llegara el 7 de marzo el debut de la tercera temporada del programa, con nueva escenografía y se reveló que Diguinho no está despedido, fue renovado por un año más en el SBT.
En ese mismo mes de marzo de 2016, anunció su salida de la Rádio Tropical FM, ,  para volver en mayo, con el programa "Di Madruga" en TOP FM, además de ser comentarista y narrador del programa Capital Futebol Show de la Paulista Rádio Capital.
A fines de 2016, el locutor salió de TOP FM, debido al impago salarial, del cual era objeto según lo declarado por el programa Pánico en la Radio (Pânico no Rádio), de la radio paulista Jovem Pan También, el proyecto que transmitía partidos de fútbol del Corinthians salió del aire.
El 7 de abril de 2017, anunció que volvería a BAND FM con su maratónico programa de las madrugadas BAND Coruja.

## Trabajos
| Radio y televisión            | Radio y televisión | Radio y televisión           | Radio y televisión |
| Año                           | Cadena             | Programa                     |                    |
| ----------------------------- | ------------------ | ---------------------------- | ------------------ |
| 2009—2013 / 2017 - Actualidad | Band FM            | Band Coruja                  |                    |
| 2014— 2016                    | Tropical FM        | Show do Diguinho Coruja      |                    |
| 2014—actualmente              | SBT                | The Noite com Danilo Gentili |                    |
| 2016'                         | Top FM             | Di Madruga                   |                    |
| 2016                          | Rádio Capital AM   | Capital Futebol Show         |                    |